# ثلاثية الأجراس (رواية)
ثلاثية الأجراس هي رواية من سلسلة روايات ملحمة الملهاة الفلسطينية للأديب العربي الفلسطيني إبراهيم نصر الله. صدرت الرواية لأول مرة عام 2019 عن الدار العربية للعلوم ناشرون، وتتكون من ثلاثة أعمال روائية وهي ظلال المفاتيح، وسيرة عين، ودبابة تحت شجرة عيد الميلاد. ترجمت روايات الثلاثية إلى عدة لغات كالبرتغالية والفارسية. حصلت رواية دبابة تحت شجرة الميلاد من ضمن الثلاثية على جائزة كتارا للرواية العربية.

## زمن الرواية
يمتد زمن الثلاثية من الاحتلال العثماني والبريطاني لفلسطين وصولاً إلى النكبة، فتبدأ رواية ظلال المفاتيح من الحرب العالمية الأولى، ورواية سيرة عين تكون في الفترة ما قبل النكبة، ورواية دبابة تحت شجرة الميلاد تتناول أحداث الانتفاضة الفلسطينية الأولى.

## حول الرواية
تترتب الروايات في الثلاثية كالتالي ظلال المفاتيح، سيرة عين، دبابة تحت شجرة الميلاد. والثلاثيات في الرواية تنفصل وتتصل في آن واحد، أي أن كل رواية تتضمن موضوع مستقل، لكن أحداثاها تتداخل وتكتمل في نهاية الرواية الثالثة. الرواية تسلط الضوء على أحداث واقعية مبنية بالخيال، وتوثق شخصيات وأحداث فلسيطينة مهمة في تاريخ النضال الفلسطيني خلال القرن العشرين.
يسرد الجزء الأول من الثلاثية وهو ظلال المفاتيح، الصراع الفلسطيني من خلال شخصيتين رئيسيتين الضابط الإسرائيلي ناحوم، ومريم الملتزمة بمبادئها التي فرضت عليها أن تأوي جندي إسرائيلي كان مختبئًا في حظيرة منزلها في قرية رأس السرو بعد مشاركته في الهجوم على القرية عام 1947، وقامت بإطلاق سراحة نظرًا لصغر سنه. الجزء الثاني من الثلاثية وهو سيرة عين، الذي يعود فيه الكاتب إلى 30 عاماً قبل النكبة، ويروي فيه حكاية فتاة مسيحية فلسطينية اسمها كريمة عبود تعمل في التصوير وتنتمي لعائلة معروفة في بيت لحم، كرّست نفسها لتصوير وتوثيق مظاهر الحياة اليومية للشعب الفلسطيني بعد أن اكتشفت أن هناك مصوراً إسرائيلي يسمى موشيه يقوم بتصوير المدن الفلسطينية وآثارها ويقوم بإرسالها لمنظمات إسرائيلية. الجزء الثالث يختم فيه الكاتب الثلاثية ويجيب على استفهامات القرّاء في الجزأين السابقين.

## ترتيب الرواية في سلسلة الملهاة الفلسطينية
تأتي الثلاثية في المرتبة العاشرة ضمن سلسلة الملهاة الفلسطينية. حسب ترتيب التسلسل التاريخي لأحداث روايات سلسلة الملهاة الفلسطينية، فإن رواية ظلال المفاتيح من الثلاثية كحدث زمني تأتي بعد رواية قناديل ملك الجليل، وتليها رواية سيرة عين، وتكون رواية دبابة تحت شجرة الميلاد بعد رواية أعراس آمنة وقبل رواية زيتون الشوارع.